# Heptóz
A heptóz a hét szénatomos monoszacharidok összefoglaló elnevezése. Vagy az egyes szénatomon van egy aldehid-csoportjuk (ezek az aldoheptózok), vagy a kettes, hármas vagy négyes szénatomon egy keto-csoportjuk (ezek a ketoheptózok). A természetben (a szedoheptulózt leszámítva) ritkán fordulnak elő (főként az avokádóban). Heptózok olykor lipopoliszacharidokban is megtalálhatók.

## Ketoheptózok
Nevük a megfelelő aldohexózból származik. Az altroheptulóz köznapi neve szedoheptulóz. A nyolc D-ketoheptóz szerkezeti képlete (Fischer-projekció):
```
     CH
2
OH                CH
2
OH                CH
2
OH                CH
2
OH
     |                    |                    |                    |
     C=O                  C=O                  C=O                  C=O
     |                    |                    |                    |
   H-C-OH              HO-C-H                H-C-OH              HO-C-H
     |                    |                    |                    |
   H-C-OH               H-C-OH              HO-C-H               HO-C-H
     |                    |                    |                    |
   H-C-OH               H-C-OH               H-C-OH               H-C-OH
     |                    |                    |                    |
   H-C-OH               H-C-OH               H-C-OH               H-C-OH
     |                    |                    |                    |
     CH
2
OH                CH
2
OH                CH
2
OH                CH
2
OH
```

```
 
D
-
alloheptulóz
      
D
-
altroheptulóz
      
D
-
glükoheptulóz
       
D
-
mannoheptulóz
```

```
     CH
2
OH                CH
2
OH                CH
2
OH                CH
2
OH
     |                    |                    |                    |
     C=O                  C=O                  C=O                  C=O
     |                    |                    |                    |
   H-C-OH              HO-C-H                H-C-OH              HO-C-H
     |                    |                    |                    |
   H-C-OH               H-C-OH              HO-C-H               HO-C-H
     |                    |                    |                    |
  HO-C-H               HO-C-H               HO-C-H               HO-C-H
     |                    |                    |                    |
   H-C-OH               H-C-OH               H-C-OH               H-C-OH
     |                    |                    |                    |
     CH
2
OH                CH
2
OH                CH
2
OH                CH
2
OH
```

```
D
-
guloheptulóz
       
D
-
idoheptulóz
         
D
-
galaktoheptulóz
    
D
-
taloheptulóz
```